# یزده‌رود
یزده‌رود، روستایی از توابع بخش مرکزی شهرستان تاکستان در استان قزوین ایران است. زبان اهالی روستا ترکی و به این روستا یزدری گفته می شود.

## جمعیت
این روستا در دهستان قاقازان غربی قرار دارد و براساس سرشماری مرکز آمار ایران در سال ۱۳۸۵، جمعیت آن ۱۷۰ نفر (۵۰خانوار) بوده‌است.